# Англосакси (дисфемізм)
Англосакси — дисфемізм, зневажлива назва англійців, мешканців Великої Британії, англоамериканців, англоавстралійців, англоканадців та інших англомовних. Вживається переважно у російській пропаганді.
«Англосаксами» британців називали глава МЗС РФ Сергій Лавров, президент Росії Володимир Путін, прес-секретар президента Росії Дмитро Пєсков та інші російські високопосадовці.
Насправді, англосакси — це загальна назва германських племен, які в V—VI сторіччі колонізували Британію.

## Вживання
Етнофолізм «англосакси» вживався російськими офіційними особами та провладними ЗМІ ще до початку вторгнення Росії в Україну. Його використання стало особливо помітним за два-три тижні до введення російських військ на територію України.
У листопаді 2021 року, після того як американські ЗМІ опублікували статті про можливе вторгнення Росії в Україну, Дмитро Пєсков, прес-секретар президента РФ, висловив свою думку, заявивши, що «англосаксонські ЗМІ» спровоковують піднесення емоцій і паніки. 31 січня 2022 року Пєсков також зазначив, що «англосакси, звичайно, активно збільшують напругу на європейському континенті. Це дійсно дає європейцям підстави задуматися».
Коли США та Велика Британія прийняли рішення евакуювати своїх дипломатів із Росії, Сергій Лавров, міністр закордонних справ РФ, висловив здогадку, що «можливо, саме англосаксонські країни готують щось, якщо вони евакуюють своїх співробітників. Ми також розглянули їхні дії і, можливо, порадимо неосновному персоналу наших дипломатичних установ на певний час повернутися додому». Лавров також повторив це звернення, використавши варіант «англосаксонські колеги або наші західні партнери». Голова Роскосмосу, Дмитро Рогозін, відзначив, що ця «істерія англосаксонських країн» заслуговує місця в підручниках з «спеціальної пропаганди та військових провокацій». Офіційний представник МЗС РФ, Марія Захарова, назвала Джуліана Ассанжа журналістом, що став «жертвою англосаксонської репресивної машини», а також різко відповіла на питання щодо розміщення російських військ біля українських кордонів, заявивши: «Не вам, представникам англосаксонського світу, розслідувати нашу армію, визначати місцезнаходження та переміщення наших збройних сил». 17 травня 2022 року Пєсков зазначив, що «англосаксонські ЗМІ» лідирують у «рейтингу країн, які ведуть інформаційну війну».
Після початку повномасштабного вторгнення, підписання ленд-лізу та постачання зброї в Україну, телевізійні передачі в Росії почали часто вживати термін «англосакси». Він став позначати головного ворога Росії, який, на їхню думку, контролює Україну, тоді як Росія вважає себе рятівником українського народу від влади англосаксів. «Англосакси» використовується, щоб зобразити їх як імперських нацистів, які керують українськими екстремістами (вони називають їх бандерівцями) та підштовхують Україну проти Росії. Термін «англосакси» використовується для Великої Британії та США, а іноді також для всього англомовного світу та його союзників на Заході. Російські політики надають слову «англосакси» сенс вороги Росії.
Депутат Олег Матвейчев висловив думку, що напад на Україну мав на меті «приставити пістолет до скроні» англосаксам, тоді як депутат Андрій Гурулєв заявив, що «англосакси» прагнуть до проведення дегазифікації Європи. Заступник голови Ради безпеки РФ Дмитро Медведєв написав про спроби Заходу розпаду Росії, описавши це як «брудні мрії англосаксонських первертів». Газета «Завтра», яка підтримує владу, опублікувала збірку поезій про «англосаксів». Слово «англосакси» твердо ввійшло в російський словник у 2022 році.

## Оцінки
Артем Єфімов з «Медузи» вважає, що вживання терміна «англосакси» може мати певний вплив на громадськість усередині Росії і що він може бути якоюсь спробою об'єднання Росію та Європи та протиставлення їх США .
Згідно з Ксенією Турковою з «Голосу Америки», значення евфемізму «англосакси» зазнало змін залежно від розвитку подій. На початку його вживання, цей термін протиставляв Європу та «англосаксів» і натякав на неявну єдність Заходу, намагаючись уявити Росію як частину Європи. Однак з часом його зміст став вказувати на найпідступніших ворогів. Професор Михайло Епштейн з Університету Еморі підтверджує, що «Росія намагається перетягнути на свій бік Західну та Східну Європу й протиставити їх Атлантичному світові… — 'англосаксонському блоку'. Ця спроба політично безнадійна, але ідеологема існує, тому „англосакси“ як представники чужого й ворожого компонента Заходу є головним об'єктом атаки».
У 2019 році «Міжнародне товариство англосаксоністів» (The International Anglo-Saxon Society), яке існувало з 1890-х років, проголосувало за зміну своєї назви на «Міжнародне суспільство з вивчення ранньосередньовічної Англії». Це було зроблено з метою усунення неоднозначного значення терміна.
У 2020-х років Кембриджський університет у Великій Британії рекомендував своїм студентам утриматися від використання терміна «англосакси». Вчені університету вважали, що така окрема етнічна група не існує. Цей захід був спрямований на «боротьбу з расизмом».